# Winter Is Coming (2021)
Winter Is Coming (2021) foi o segundo especial anual de televisão de wrestling profissional Winter Is Coming produzido pela All Elite Wrestling (AEW). O evento aconteceu no dia 15 de dezembro de 2021, no Curtis Culwell Center em Garland, Texas. Foi transmitido ao vivo pela TNT como um episódio especial do programa de televisão semanal da AEW, Wednesday Night Dynamite.
Quatro lutas foram disputadas no evento. No evento principal, MJF derrotou Dante Martin para vencer o AEW Dynamite Diamond Ring pela terceira vez. O evento foi muito elogiado por fãs e críticos, com elogios especiais para a luta de abertura entre o Campeão Mundial da AEW "Hangman" Adam Page e Bryan Danielson; sua luta terminou em um empate de limite de tempo de 60 minutos. O jornalista de wrestling Dave Meltzer deu à luta uma classificação de 5 estrelas.

## Produção

### Conceito
Em dezembro de 2020, a All Elite Wrestling (AEW) realizou um especial de televisão intitulado Winter Is Coming, que foi ao ar como um episódio especial do programa carro-chefe da AEW, Wednesday Night Dynamite. O título do episódio "Winter Is Coming" é derivado do Game of Thrones, uma série de televisão da HBO, que faz parte da subsidiária WarnerMedia da AT&T, que também inclui a parceira de transmissão da AEW, TNT. A frase era o título do episódio piloto de Game of Thrones, bem como o lema (ou "Palavras") da House Stark de Winterfell. O uso do título foi aprovado pelos funcionários da WarnerMedia, já que a WarnerMedia usou o Dynamite para promover a HBO Max e outras propriedades da WarnerMedia. Em 19 de novembro de 2021, no episódio do Friday Night Rampage, foi anunciado que um segundo Winter Is Coming aconteceria no Curtis Culwell Center em Garland, Texas, como o episódio de 15 de dezembro de 2021 do Dynamite na TNT, estabelecendo assim o Winter Is Coming como um especial anual de televisão para a AEW. O episódio de 17 de dezembro do Rampage também foi gravado na mesma noite após a transmissão ao vivo do Winter Is Coming.

### Rivalidades
O Winter Is Coming apresentou lutas de wrestling profissional que envolveram diferentes lutadores de rivalidades e histórias preexistentes. Os lutadores retrataram heróis, vilões ou personagens menos distinguíveis em eventos roteirizados que criaram tensão e culminaram em uma luta ou uma série de lutas. As histórias foram produzidas nos programas de televisão semanais da AEW, Dynamite e Rampage, nos programas de streaming online suplementares, Dark e Elevation, e na série do YouTube dos Young Bucks, Being The Elite.
No Full Gear, "Hangman" Adam Page venceu o AEW World Championship, enquanto também no evento, Bryan Danielson venceu o AEW World Championship Eliminator Tournament para ganhar uma luta futura pelo título. A luta pelo título foi marcada para o Winter Is Coming. Nas semanas que antecederam o evento, Danielson derrotou vários amigos de Page da Dark Order.
No episódio de 8 de dezembro do Dynamite, ocorreu o terceiro Dynamite Dozen Battle Royale anual no qual os co-vencedores se enfrentariam pelo AEW Dynamite Diamond Ring no Winter Is Coming. Os co-vencedores da luta foram MJF e Dante Martin.

## Resultados
| Nº                                          | Resultados                                                               | Estipulações                                   | Tempo   |
| ------------------------------------------- | ------------------------------------------------------------------------ | ---------------------------------------------- | ------- |
| 1                                           | "Hangman" Adam Page (c) e Bryan Danielson empataram pelo limite de tempo | Luta individual pelo AEW World Championship    | 1:00:00 |
| 2                                           | Wardlow (com Shawn Spears) derrotou Matt Sydal                           | Luta individual                                | 1:43    |
| 3                                           | Hikaru Shida derrotou Serena Deeb                                        | Luta individual                                | 12:46   |
| 4                                           | MJF derrotou Dante Martin por submissão                                  | Luta individual pelo AEW Dynamite Diamond Ring | 12:25   |
| (c) – Refere-se aos campeões antes da luta. |                                                                          |                                                |         |